# Mark Volman
Mark Volman, född 19 april 1947 i Los Angeles i Kalifornien, är en amerikansk sångare och musiker. Som ung startade han tillsammans med Howard Kaylan surfrockgruppen The Crossfires, vilken senare mynnade ut i The Turtles. Efter ett par framgångsrika år var gruppens popularitet bortblåst 1969, och den upplöstes. Han fortsatte sin karriär i The Mothers of Invention och tillsammans med Kaylan under gruppnamnet Flo & Eddie.

## Diskografi (urval)
Album med The Turtles
- It Ain't Me Babe (1965)
- You Baby (1966)
- Happy Together (1967)
- The Turtles Present the Battle of the Bands (1968)
- Turtle Soup (1969)
- Wooden Head (1972, samling med b-sidor)
- Chalon Road (1986, singelsidor och outgivet material)
- Shell Shock (1986, ej färdig inspelning fån 1969)
- Captured Live (live) (1992)
- Happy Together Again - Live (live) (1994)

Album med Flo & Eddie
- The Phlorescent Leech & Eddie (1972)
- Flo & Eddie (1974)
- Illegal, Immoral and Fattening (1975)
- Moving Targets (1976)
- Rock Steady With Flo & Eddie (1981)
- The History of Flo & Eddie and the Turtles (1983)
- The Best of Flo & Eddie (1987)
- The Turtles featuring Flo & Eddie Captured Live! (1992)
- New York "Times" (2009)

Album med Flo & Eddie tillsammans med Frank Zappa
- Chunga's Revenge (1970)
- Fillmore East - June 1971 (1971)
- 200 Motels (soundtrack) (1971)
- Just Another Band from L.A. (1972)
- You Can't Do That on Stage Anymore, Vol. 1 (1988)
- You Can't Do That on Stage Anymore, Vol. 3 (1989)
- You Can't Do That on Stage Anymore, Vol. 6 (1992)
- Playground Psychotics (1992)
- Carnegie Hall (2011)